# Chaunax
Chaunax es un género de peces que pertenece a la familia Chaunacidae, del orden Lophiiformes. Este género marino fue descrito por primera vez en 1846 por Richard Thomas Lowe.
Habitan en los océanos tropicales y subtropicales de todo el mundo y la mayoría de las especies se encuentran a profundidades de entre 180 y 1100 metros. Hay especies que alcanzan una longitud total que va desde los 11 hasta los 40 centímetros (4,3 a 15,7 pulgadas).

## Especies
Especies reconocidas:
- Chaunax abei Y. Le Danois, 1978
- Chaunax africanus H. C. Ho & Last, 2013[3]
- Chaunax apus Lloyd, 1909[4]
- Chaunax brachysomus H. C. Ho, Kawai & Satria, 2015[4]
- Chaunax breviradius Y. Le Danois, 1978
- Chaunax endeavouri Whitley, 1929
- Chaunax fimbriatus Hilgendorf, 1879
- Chaunax flammeus Y. Le Danois, 1979
- Chaunax flavomaculatus H. C. Ho, C. D. Roberts & A. L. Stewart, 2013[5]
- Chaunax gomoni H. C. Ho, Kawai & Satria, 2015[4]
- Chaunax latipunctatus Y. Le Danois, 1984
- Chaunax mulleus H. C. Ho, C. D. Roberts & A. L. Stewart, 2013[5]
- Chaunax multilepis H. C. Ho, Meleppura & Bineesh, 2016[6]
- Chaunax nebulosus H. C. Ho & Last, 2013[3]
- Chaunax nudiventer H. C. Ho & K. T. Shao, 2010
- Chaunax penicillatus McCulloch, 1915
- Chaunax pictus R. T. Lowe, 1846
- Chaunax reticulatus H. C. Ho, C. D. Roberts & A. L. Stewart, 2013[5]
- Chaunax russatus H. C. Ho, C. D. Roberts & A. L. Stewart, 2013[5]
- Chaunax stigmaeus Fowler, 1946
- Chaunax suttkusi J. H. Caruso, 1989
- Chaunax umbrinus C. H. Gilbert, 1905

### Lectura recomendada
- Eschmeyer, William N., ed. 1998. Catalog of Fishes. Special Publication of the Center for Biodiversity Research and Information, no. 1, vol 1-3. 2905.
- Nelson, Joseph S. 1994. Fishes of the World, Third Edition. xvii + 600.
- Pequeño G. 1989. Peces de Chile. Lista sistemática revisada y comentada. Revista de Biología Marina, Valparaíso (Chile) 24: 1-132.